# Niphona sumatrana
Niphona sumatrana là một loài bọ cánh cứng trong họ Cerambycidae.